# Rochau
Rochau es un municipio situado en el distrito de Stendal, en el estado federado de Sajonia-Anhalt (Alemania), a una altitud de 40 metros. Su población a finales de 2015 era de unos 1000 habitantes y su densidad poblacional, 26 hab/km².